# Pieve di Bono
Pieve di Bono is een gemeente in de Italiaanse provincie Trente (regio Trentino-Zuid-Tirol) en telt 1391 inwoners (31-12-2004). De oppervlakte bedraagt 20,9 km², de bevolkingsdichtheid is 67 inwoners per km².

## Demografie
Pieve di Bono telt ongeveer 555 huishoudens. Het aantal inwoners daalde in de periode 1991-2001 met 1,2% volgens cijfers uit de tienjaarlijkse volkstellingen van ISTAT.
| Jaar | Inwoneraantal |
| ---- | ------------- |
| 1991 | 1413          |
| 2001 | 1396          |

## Geografie
Pieve di Bono grenst aan de volgende gemeenten: Tione di Trento, Praso, Lardaro, Concei, Bersone, Prezzo, Castel Condino, Bezzecca, Cimego, Tiarno di Sotto.